# Rockstar North
Rokstar nort (engl. Rockstar North, ranije DMA Design Ltd) je britanska kompanija, koja razvija video-igre. Ona je bazirana u Edinburgu u Škotskoj. Osnovana je pod imenom "Acme Software" u Dandiju 1984. godine, od strane Dejvida Džounsa, Rasela Keja, Stiva Hamonda i Majka Dejlija, a preimenovana je u DMA Dizajn 1987. godine. U svojim počecima, DMA Dizajn projektovali su igre za Amiga, Atari 520 i Komodor 64 računare.
Godine 1991. objavljuju igru Lemmings koja im donosi međunarodni uspeh. DMA objavljuje Grand Theft Auto 1997. godine i ova igra doživljava ogroman uspeh, te je zbog toga dobila veliki broj nastavaka. Nakon objave Grand Theft Auto III, DMA Dizajn dobija novo ime - Rokstar nort i postaje deo Rokstar Gejms.
Grand Theft Auto IV (2008) i Grand Theft Auto V (2013) smatraju se jednim od najboljih video-igara ikad, a Grand Theft Auto V je postala jedna od najprodavanijih igara svih vremena.

## Igre

### kao DMA Dizajn
| Naziv                        | Godina | Platforme      | Platforme       | Platforme                            | Platforme     | Platforme |
| Naziv                        | Godina | Majkrosoft     | Nintendo        | Sega                                 | Soni          | Druge |
| ---------------------------- | ------ | -------------- | --------------- | ------------------------------------ | ------------- | --- |
| Menace                       | 1988   | MS-DOS         |                 |                                      |               | Amiga Atari 520 Komodor 64 |
| Ballistix                    | 1989   | MS-DOS         |                 |                                      |               | Komodor 64 |
| Blood Money                  | 1989   | MS-DOS         |                 |                                      |               | Amiga Atari 520 Komodor 64 |
| Shadow of the Beast          | 1989   | MS-DOS         |                 |                                      |               | Komodor 64 TurboGrafx-16 |
| Lemmings                     | 1991   | MS-DOS         | NES             | Master System Sega Genesis Game Gear |               | 3DO Amiga Amiga CD32 Amstrad 464 Atari Lynx Atari 520 CD-i Komodor CDTV Komodor 64 FM Towns Clasic Mac OS TurboGrafx-16 ZX Spectrum |
| Oh No! More Lemmings         | 1991   | MS-DOS         |                 |                                      |               | Archimedes Amiga Atari 520 Mac OS SAM Coupe                                                                                         |
| Walker                       | 1993   |                |                 |                                      |               | Amiga |
| Hired Guns                   | 1993   | MS-DOS         |                 |                                      |               | Amiga |
| Christmas Lemmings 1993      | 1993   | MS-DOS OS/2    |                 |                                      |               | Amiga |
| Lemmings 2: The Tribes       | 1993   | MS-DOS         | Game Boy SNES   | Sega Genesis                         |               | Amiga Atari 520 FM Towns Archimedes                                                                                                 |
| All New World of Lemmings    | 1994   | MS-DOS         |                 |                                      |               | Amiga |
| Christmas Lemmings 1994      | 1994   | MS-DOS OS/2    |                 |                                      |               | Amiga Mac OS |
| Unirally                     | 1994   |                | SNES            |                                      |               | |
| Grand Theft Auto             | 1997   | MS-DOS Windows | GBC             |                                      | PlayStation   | |
| Body Harvest                 | 1998   |                | Nintendo 64     |                                      |               | |
| Space Station Silicon Valley | 1998   |                | GBC Nintendo 64 |                                      | PlayStation   | |
| Tanktics                     | 1998   | MS-DOS Windows |                 |                                      |               | |
| Wild Metal Country           | 1999   | Windows        |                 | Drimkest                             |               | |
| Grand Theft Auto 2           | 1999   | Windows        | GBC             | Drimkest                             | PlayStation   | |
| Grand Theft Auto III         | 2001   | Windows Xbox   |                 |                                      | PlayStation 2 | iOS Android |

### kao Rokstar nort
| Naziv                                        | Godina              | Platforme                 | Platforme       | Platforme                         | Platforme   |
| Naziv                                        | Godina              | Majkrosoft                | Nintendo        | Soni                              | Druge       |
| -------------------------------------------- | ------------------- | ------------------------- | --------------- | --------------------------------- | ----------- |
| Grand Theft Auto: Vice City                  | 2002                | Windows Xbox              |                 | PlayStation 2                     | iOS Android |
| Manhunt                                      | 2003                | Windows Xbox              |                 | PlayStation 2                     |             |
| Grand Theft Auto: San Andreas                | 2004                | Windows Xbox Windows fon  |                 | PlayStation 2                     | iOS Android |
| Grand Theft Auto: Liberty City Stories       | 2005                |                           |                 | PlayStation portabl PlayStation 2 | iOS Android |
| Grand Theft Auto: Vice City Stories          | 2006                |                           |                 | PlayStation portabl PlayStation 2 |             |
| Grand Theft Auto IV                          | 2008                | Windows Xbox 360          |                 | PlayStation 3                     |             |
| Grand Theft Auto: The Lost and Damned        | 2009                | Windows Xbox 360          |                 | PlayStation 3                     |             |
| Grand Theft Auto: Chinatown Wars             | 2009                |                           | Nintendo DS     | PlayStation portabl               | iOS Android |
| Grand Theft Auto: The Ballad of Gay Tony     | 2009                | Windows Xbox 360          |                 | PlayStation 3                     |             |
| Grand Theft Auto: Episodes from Liberty City | 2009                | Windows Xbox 360          |                 | PlayStation 3                     |             |
| Red Dead Redemption                          | 2010                | Xbox 360                  |                 | PlayStation 3                     |             |
| Undead Nightmare                             | 2010                | Xbox 360                  |                 | PlayStation 3                     |             |
| L.A. Noire                                   | 2011                | Windows Xbox 360 Xbox One | Nintendo Switch | PlayStation 3 PlayStation 4       |             |
| Max Payne 3                                  | 2012                | Windows Xbox 360          |                 | PlayStation 3                     |             |
| Grand Theft Auto V                           | 2013                | Windows Xbox 360 Xbox One |                 | PlayStation 3 PlayStation 4       |             |
| Agent                                        | još nije objavljeno |                           |                 | PlayStation 3                     |             |

## Spoljašnje veze
- Zvanični veb-sajt
- Rockstar North Limited at MobyGames
- The DMA History Site by Mike Dailly